# Jacobo Morales
Jacobo Morales Ramirez (* 12. November 1934 in Lajas, Puerto Rico) ist ein puerto-ricanischer Filmemacher, Schauspieler und Schriftsteller.

## Leben
Morales schrieb bereits im Alter von 14 Jahren Stücke für das Radio und war in Radioformaten zu hören. In den 1950er-Jahren begann er, im neuen Medium Fernsehen aufzutreten. Er besuchte die Oberschule Román Baldorioty de Castro in San Juan und studierte anschließend Theater und Drama an der Universität von Puerto Rico in Río Piedras. Morales wurde als Schriftsteller tätig und schrieb mehrere Theaterstücke sowie Gedichte, die in verschiedenen Zeitungen und Zeitschriften veröffentlicht wurden und auch in Sammelbänden erschienen. Er wirkte jedoch auch als Schauspieler und Comedian, unter anderem in den Fernsehformaten Jaja Jiji Jojo con Agrelot und Desafiando a los genios. In den 1960er-Jahren war er Teil der Comedygruppe Los Rayos Gamma. Zudem schrieb er Drehbücher für Comedyformate und Fernsehfilme. In den 1970er-Jahren war Morales auch als Schauspieler in puerto-ricanischen und US-amerikanischen Filmen, darunter Woody Allens Bananas (1971), zu sehen. In Irvin Kershners Sandkastenspiele übernahm Morales 1972 die Rolle des Fidel Castro.
Im Jahr 1979 gab Morales mit Dios los cría sein Regiedebüt und führte auch bei der Fortsetzung  Dios los cría 2 im Jahr 2004 Regie. Sein größter internationaler Erfolg als Regisseur wurde der 1989 erschienene Liebesfilm Don Santiagos späte Liebe, der 1990 für einen Oscar in der Kategorie Bester fremdsprachiger Film nominiert wurde. Morales gilt als einer der größten puerto-ricanischen Filmemacher seiner Generation und – neben Marcos Zurinada – als zentraler Vertreter des fiktionalen Spielfilms in Puerto Rico.

## Filmografie

### Als Schauspieler
- 1970: Arocho y Clemente
- 1971: Bananas
- 1972: Sandkastenspiele (Up the Sandbox)
- 1979: Dios los cría
- 1986: Nicolás y los demás
- 1989: Don Santiagos späte Liebe (Lo que le pasó a Santiago)
- 1991: San Juan Story (Kurzfilm)
- 1994: Linda Sara
- 1998: The Effects of Magic
- 1998: Angelito mío
- 1998: Cuentos para despertar
- 2004: Dios los cría 2
- 2004: Amores (TV-Mehrteiler)
- 2005: El cuerpo del delito (TV)
- 2007: Ángel
- 2008: La recompensa (TV)
- 2010: El Viaje de Tortuga (Kurzfilm)
- 2011: Il Viaggio
- 2012: I Am a Director
- 2012: Broche de Oro
- 2012: Medio minuto (Kurzfilm)
- 2016: Andrea y Lorenzo (TV)

### Als Regisseur
- 1979: Dios los cría
- 1986: Nicolás y los demás
- 1989: Don Santiagos späte Liebe (Lo que le pasó a Santiago)
- 1994: Linda Sara
- 1998: Enredando sombras (Documentary)
- 2004: Dios los cría 2
- 2007: Ángel

## Publikationen (Auswahl)
- 1973: 100 × 35; poesía – Gedichte
- 1977: Cinco sueños en blanco y negro. Editorial Antillana – Theaterstück
- 1977: Muchas gracias por las flores: cinco alegres tragedias. Editorial Antillana – Theaterstück
- 1978: 409 metros de solar y cyclon fence – Gedichte
- 1978: Aquella, la otra, éste y aquél – Theaterstück
- 1979: Una campana en la niebla – Theaterstück
- 1985: Nicolas y los Demas – Theaterstück